# Carmen Mora Marín
Carmen Mora Marín (Málaga, 1914 - Tarifa, 19 de abril de 1937) fue una joven republicana fusilada por la justicia militar franquista, al inicio de la Guerra Civil, por su pertenencia a las Juventudes Socialistas (JS). Su familia también fue exterminada.

## Biografía
Hija del maestro Amador Mora Rojas y de Antonia Marín Muñoz, tenía un hermano mayor, Miguel, y dos hermanos pequeños, Antonia y Juan Francisco. La familia residió en Córdoba, Málaga y Ciudad Real antes de establecerse en el Campo de Gibraltar. En 1931 vivían en Tarifa, donde el padre ejercía de director del colegio Miguel de Cervantes y la madre, con una formación superior a la media, gestionaba dos comedores escolares. Tras la proclamación de la Segunda República, Amador Mora fue elegido alcalde. Su gestión se basó principalmente en la atención a las clases más desfavorecidas y en la adopción de medidas contra el desempleo. Hizo varios viajes a Madrid para impulsar la Ley de Reforma Agraria y reclamó para el municipio varias tierras del Ducado de Medinaceli; este hecho le reportó la hostilidad de las fuerzas conservadoras. En 1933 fue trasladado a Ubrique hasta que en 1936, con el triunfo del Frente Popular, recuperó la alcaldía y la familia pudo regresar a Tarifa. Carmen Mora ayudaba a su madre en la gestión de los comedores escolares y estaba afiliada a las JS, al igual que su hermano Miguel, que había terminado el magisterio y era presidente de las Juventudes socialistas.[cita requerida]
El Golpe de Estado del 18 de julio de 1936 sorprendió a la familia en Cádiz; el hijo mayor, Miguel Mora, intentó resistir el asalto de los sublevados, atrincherado en la sede del Gobierno Civil, pero fue detenido, encerrado en el barco-prisión Miraflores y fusilado el día 11 de agosto. La madre, fue recluida en la cárcel de Algeciras y ejecutada extrajudicialmente el 5 de agosto, en la pedanía de Facinas, junto con Ana Sánchez Fuentes, amiga de la familia, y la comadrona Carmen Bru Casado, esposa del militante de la CNT Ángel Ortega López, que sería fusilado en 1939.
El tercer miembro de la familia Mora, Amador, el padre de cincuenta y un años, que había podido huir durante el golpe de Estado, se alistó voluntario en el batallón Pablo Iglesias, más tarde integrado en la 25.ª Brigada Mixta de la República y murió en combate en Pozoblanco el 12 de marzo de 1937.
Carmen Mora tenía veintidós años y seguía residiendo en Cádiz, cuidando de sus hermanos, de dieciséis y doce años. Fue detenida el 21 de diciembre de 1936, acusada de haber apoyado la causa republicana y de visitar y llevar comida a la cárcel a varios detenidos, entre ellos María Luisa Rendón Martell, cuya hermana y padre también habían sido fusilados. Se le abrió un procedimiento sumarísimo de urgencia (29/1937) que, analizado actualmente, es considerado como el paradigma de todas las arbitrariedades y farsas jurídicas. Fue sentenciada a la pena de muerte, por el delito de adhesión a la rebelión militar.
Un piquete de la Guardia civil la fusiló, junto con tres personas más, el 19 de abril de 1937 en los Fosos de Puerta de Tierra de Cádiz y fue enterrada el día siguiente en el Cementerio de San José.